# Lyle Vincent Jones
Lyle Vincent Jones (* 11. März 1924 in Grandview, Washington; † 13. April 2016 in Chapel Hill, North Carolina) war ein US-amerikanischer Psychologe auf dem Gebiet der Quantitativen Psychologie.

## Leben und Wirken
Jones schrieb sich zunächst am Reed College ein, wurde aber 1942 zum US Army Air Corps einberufen, bei dem er bis 1946 diente. Nach dem Krieg erwarb er 1948 an der University of Washington einen Bachelor und einen Master in Mathematik und in Psychologie, bevor er 1950 an der Stanford University seinen Ph.D. in Psychologie und Statistik machte. Nach Lehrtätigkeit unter Louis Leon Thurstone (1887–1955) in dessen psychometrischen Labor an der University of Chicago wechselte Jones 1957 an die University of North Carolina at Chapel Hill (UNC). Hier übernahm er Thurstones Labor, der 1952 hierher gewechselt hatte. An der UNC war Jones von 1969 bis 1979 Vizekanzler und Dekan der Graduate School. 1992 ging er in den Ruhestand, war aber noch für das National Research Council (NRC) und das National Assessment of Educational Progress (NAEP) tätig.
Jones war von 1956 bis 1961 Herausgeber der wissenschaftlichen Fachzeitschrift Psychometrika, 1962/63 Präsident der Psychometric Society sowie 1963/64 Präsident der Sektion für Quantitative und Qualitative Methoden der American Psychological Association (APA). 1984 wurde Jones zum Mitglied des Institute of Medicine (heute National Academy of Medicine) gewählt, 1985 zum Mitglied der American Academy of Arts and Sciences.
In der Datenbank Scopus lassen sich Jones zwei Profile zuordnen mit einem h-Index von 18 bzw. 6 (Stand jeweils September 2024). An der University of North Carolina at Chapel Hill wird ein Lyle V. Jones Award für herausragende Doktoranden des Psychometrischen Labors vergeben.
Lyle Vincent Jones war verheiratet und hatte zwei Kinder.